# Darko Jazbec
Darko Jazbec, slovenski kirurg, športni travmatolog in politik, * 4. oktober 1964.
Jazbec, kirurg v Splošni bolnišnici Ptuj, je trenutno kot član Pozitivne Slovenije poslanec Državnega zbora Republike Slovenije.